# فريدريك فيليب كارل أوقست بارث
فريدريك فيليب كارل أوقست بارث (بالدنماركية: Frederik Philip Carl August Barth)‏ هو زمّار وملحن دنماركي، ولد في 21 أكتوبر 1775، وتوفي في 22 ديسمبر 1804.

## وصلات خارجية
- فريدريك فيليب كارل أوقست بارث على موقع ميوزك برينز (الإنجليزية)